# 普龍托 (阿拉巴馬州)
普龍托（英語：Pronto）是一個位於美國阿拉巴馬州派克縣的非建制地區。該地的面積和人口皆未知。

## 地理
普龍托的座標為31°45′27″N 85°49′03″W / 31.75750°N 85.81750°W，而該地的平均海拔高度為146米（即479英尺）。